# Abune Antonios
Abune Antonios, en escritura etíope: Antoniyos (Hemberti, Hamasien, Eritrea italiana, 5 o 12 de julio de 1927-Asmara, Eritrea, 9 de febrero de 2022) fue un presbítero ortodoxo eritreo, tercer Patriarca de la Iglesia Ortodoxa de Eritrea, locum tenens desde el 1 de diciembre de 2003 y del 25 de abril de 2004 a febrero del 2006. Fue destituido por el Sagrado Sínodo de febrero de 2006. Su predecesor fue Abune Yaqob; su sucesor es Abune Dioskorus. 

## Destitución
Los motivos para su destitución no estuvieron claros. Era considerado muy crítico hacia el Estado, que en varias ocasiones se ha inmiscuido en la vida de la Iglesia. Por ello, el Patriarca Antonios se opuso en repetidas ocasiones a la interferencia del gobierno en asuntos religiosos. En 2004 protestó por la detención de tres sacerdotes ortodoxos. Tras más de un año bajo arresto domiciliario, el 27 de mayo de 2007 fue arrestado y trasladado a una casa especialmente acondicionada en la capital Asmara, según denunció Amnistía Internacional en junio de 2007. Su salud era preocupante porque padecía diabetes y no recibía la medicación necesaria. 
Su arresto coincidió con el nombramiento por parte del gobierno de un nuevo Patriarca, algo que la Iglesia Ortodoxa prohíbe en vida del anterior. De hecho, otras iglesias orientales ortodoxas se han negado a reconocer a Abune Dioskoros como el Patriarca legítimo de Eritrea.